# 은어 (언어학)
은어(隱語)는 어떤 계층이나 부류의 사람들이 다른 사람들이 알아듣지 못하도록 자기네 구성원들끼리만 빈번하게 사용하는 말이다. 통상적으로 ‘지식이 낮은’ 사람들이 사용하는 속어를 뜻한다.

## 예시
은어는 크게 특정 집단에서 자기들끼리만 쓰기 위해 새로 만드는 경우와, 원래의 뜻이 특정 집단에서 다른 뜻으로 변화되는 경우로 나뉜다. “안습”이라는 예시를 보면, “안습”은 안구에 습기가 차다를 줄여서 만든 말로, 즉 “눈물이 나도록 슬프다”라는 의미를 담은 새로운 말을 만든 경우로 이해할 수 있다. 또 다른 예로, A라는 사람이 B 아동 센터에서 일한다고 하자. 그러면 A의 가족이나 친구 등 A와 가까운 사람들은 A와 대화할 때 “아동 센터”라는 말을 “A가 일하는 B 아동 센터”라는 뜻으로 함축하여 쓰기도 하는데, 이 또한 은어의 일종으로 볼 수 있다.
독일어에서 학생어(Burschensprache)는 독일어 사용권 국가의 대학생들 사이에서 사용되던 은어로, 18세기의 기록에도 그 흔적이 있을 정도로 역사가 오래되었다. 현재까지도 일부 학생어 어휘가 주로 대학생 무리 사이에서 은어로 사용되기도 한다.

## 어원풀이
예:
- "총구 돌려, 이 개새끼들아!"
  - -> "총구 돌려. 창녀를 어미로 둔 자식들아."
- "내 남동생 씹새끼가 버르장머리 없어!"
  - -> "내 남동생은 창녀를 어미로 둔 자식이며 정말 버릇없어."
- "고딴 개자식 따윈 역겨워서 못살겠어!"
  - -> "그런 창녀를 어미로 둔 자식 따위는 꼴도 보기 싫어서 못 견디겠어."
- "야, 이 씹자식들아!"
  - -> "너희의 어미는 창녀."

등.

## 기타
요즘에 들어 어린이들끼리 은어로 '이 새끼 개야.' 라고 하는 것은 '이 새끼 씹아.' 라고 하는 것과도 같을 수 있겠다.
한 가지 요약으로, '개새끼'라는 단어는 요즘에 들어선 '강아지'가 아니다. 사람보고 '개새끼' 라고 하는 것은 특히 매우 심한 성희롱이다.
요즘에 들어 어린이들끼리 은어로 '이 새끼 개야.' 라고 하는 것은 '이 새끼 씹아.' 라고 하는 것과도 같을 수 있겠다.
한 가지 요약으로, '개새끼'라는 단어는 요즘에 들어선 '강아지'가 아니다. 사람보고 '개새끼' 라고 하는 것은 특히 매우 심한 성희롱이다.

## 같이 보기
- 속어
- 신조어
- 인터넷 유행어
- 통신체
- 고로아와세